# Banton (Romblon)
Banton ist eine philippinische Stadtgemeinde in der Provinz Romblon, in der Verwaltungsregion IV-B, Mimaropa. Sie hat 5536 Einwohner (Zensus 1. August 2015). Sie wird als Gemeinde der fünften Einkommensklasse auf den Philippinen und als teilweise urbanisiert eingestuft.
Banton liegt im Norden der Provinz auf einer kleinen Inselgruppe, die neben der Insel Banton, La Carlota, Isabela und Bantoncillo umfasst. Die Inseln sind vulkanischen Ursprungs. Ihre Topographie wird durch flachwelliges Terrain gekennzeichnet. 
In Banton erforschte 1936 ein Team von Anthropologen der Universität der Philippinen aus Manila die außergewöhnlichen Bestattungsriten auf der Insel. Die Inselbevölkerung bestattete nur die Köpfe der Toten, die zuvor skelettiert und in kleinen Gruppen in Holzsärgen an Felswänden in der Guyangan-Höhle aufgebahrt wurden. Ebenfalls untersucht wurden die kunstvoll gewebten Stoffe, in die die Särge eingehüllt waren. Altersbestimmungen ergaben, dass diese Bestattungsmethode vom 12. bis 14. Jahrhundert von der Inselbevölkerung angewendet wurde. Beispiele für diese Bestattungsart können im Museum der Philippinen in Manila besichtigt werden. 

## Baranggays
Die Gemeinde setzte sich 2011 aus 17 Barangays zusammen:
| - Balogo - Banice - Hambi-an - Lagang - Libtong - Mainit - Nabalay - Nasunogan - Poblacion | - Sibay - Tan-Ag - Toctoc - Togbongan - Togong - Tumalum - Tungonan - Yabawon |